# El miedo a la libertad
El miedo a la libertad es un libro escrito por el psicoanalista y psicólogo social Erich Fromm publicado originalmente en los Estados Unidos en 1941. La obra explora la relación cambiante entre la humanidad y la libertad poniendo énfasis en las consecuencias de la ausencia de la última y en las condiciones psicosociales que permitieron la emergencia del nazismo.

## Conceptos centrales

### El concepto de libertad
Fromm inicia el libro haciendo una distinción entre la libertad negativa y la libertad positiva. La primera se refiere a la emancipación de restricciones como convenciones sociales implantadas por otras personas o por la sociedad, y para obtener este tipo de libertad históricamente se ha tenido que luchar. Sin embargo, de acuerdo con Fromm, este tipo de libertad por sí sola puede ser una fuerza destructiva a menos de que esté acompañada por un elemento creativo que sería la libertad positiva. Esto necesariamente implica una conexión con los otros que va más allá de los lazos superficiales de las interacciones sociales. 
En el proceso de volverse libre de la autoridad, los humanos quedan con sentimientos de desesperanza (Fromm compara esto al proceso de individualización de un niño como parte de su desarrollo) que no desaparecerán hasta que usen la libertad positiva y desarrollen un reemplazo para el orden que conocían antes. Sin embargo, un sustituto común para la libertad positiva o la autenticidad es someterse a un sistema autoritario que reemplace el orden anterior con una apariencia exterior diferente, pero con la misma función para el individuo: eliminar la incertidumbre prescribiendo qué pensar y cómo actuar. Fromm caracteriza esto como un proceso histórico dialéctico en donde la situación original es la tesis y la emancipación es la antítesis. La síntesis sólo puede ser alcanzada cuando algo haya reemplazado el orden original y haya dado a los humanos una nueva seguridad. Fromm no indica que el nuevo sistema sea necesariamente mejor y de hecho indica que esto solo rompería el ciclo de libertad negativa al cual la sociedad se somete.

### La libertad en la historia
La libertad, de acuerdo con Fromm, se convirtió en un asunto importante en el siglo XX: es  vista como algo que debe defenderse y por lo que se debe luchar. Sin embargo, no siempre ha ocupado un puesto tan prominente en la mente de las personas y, como una experiencia, no es necesariamente algo que sea inequívocamente placentero.
Uno de los principales capítulos en el libro trata sobre el desarrollo de la teología protestante con énfasis en los trabajos de Calvino y Lutero. La caída del antiguo orden social y el surgimiento del capital generaron una mayor conciencia de que las personas podían ser seres autónomos que podían dirigir su propio futuro y no sólo llenar un rol socioeconómico. Esto a su vez generó una nueva idea de Dios que justificaba la nueva libertad mientras que a su vez proporcionaba la misma autoridad moral. Lutero presenta una relación del hombre con Dios que era más personal y libre de la influencia de la Iglesia, mientras que la doctrina de predestinación de Calvino sugiere que las personas no pueden trabajar para lograr la salvación sino que son escogidos arbitrariamente antes de que puedan hacer una diferencia. Fromm argumenta que ambas ideologías son respuesta a una situación económica más libre. La primera le da a los individuos más libertad de buscar la santidad en el mundo que los rodea sin la necesidad de una estructura eclesiástica compleja. La segunda, aunque da superficialmente la apariencia de ser determinista en realidad proporciona a las personas una forma de trabajar por la salvación, ya que aunque no puedan cambiar sus destinos pueden descubrir que son también santos si se dedican al trabajo arduo y la frugalidad. Esto hacía que las personas se esforzaran más para «probarse» a ellos mismos que estaban destinados a ser salvados.
Fromm enfatiza que los cambios en las condiciones sociales originan cambios en el carácter social. Nuevas necesidades crean nuevas angustias. Esto provoca que los hombres sean susceptibles a ellas y que a su vez estas nuevas ideas tiendan a estabilizar e intensificar el nuevo carácter social y a determinar las nuevas acciones humanas.

### Escapando de la libertad
La libertad negativa no es una experiencia placentera por sí misma, por lo que Fromm sugiere que muchas personas en lugar de usarla tratan de minimizar sus efectos negativos al desarrollar ideas y comportamientos que les proporcionan alguna forma de seguridad. Fromm menciona los siguientes tres comportamientos:
1. Autoritarismo: Para Fromm la personalidad autoritaria tiene un elemento sadista y un elemento masoquista. Una persona autoritaria desea ganar control sobre los demás para tratar de imponer algún tipo de orden en el mundo y también desea someterse a una fuerza superior la cual puede ser otra persona o una idea abstracta.
2. Destructividad: Aunque tiene algunas similitudes con el sadismo, Fromm argumenta que un sádico desea controlar mientras que una personalidad destructiva desea destruir todo lo que no pueda controlar.
3. Conformidad: Este comportamiento se presenta cuando la gente incorpora inconscientemente las creencias, normativas y procesos de razonamiento de su sociedad y las experimenta como si fueran propias. Esto no les permite tener pensamientos libres genuinos, lo que tiende a provocar ansiedad.

### Libertad en elsigloXX
Fromm analiza el carácter de la ideología nazi y sugiere que las condiciones psicológicas de Alemania después de la Primera Guerra Mundial generaron el deseo de un nuevo orden para restaurar el orgullo de la nación, el cual surge bajo la forma del nacionalsocialismo. Con base en su interpretación de Mi lucha, Fromm indica que Hitler tenía una personalidad autoritaria que lo llevaba a desear gobernar Alemania en nombre de una autoridad superior (la idea de una raza superior) y sus ideas eran atractivas para la clase media que era insegura y necesitaba algo que le diera orgullo y certeza. Fromm sugiere que hay una tendencia a someterse a regímenes autoritarios cuando las naciones experimentan libertad negativa, pero el trabajo de la evolución cultural no puede ser revertido y el nazismo no proporciona una unión genuina con el mundo.
Fromm examina la democracia y la libertad política y alaba los modelos de democracia moderna y de nación industrializada, pero advierte que la libertad externa proporcionada por dichos modelos no puede ser aprovechada completamente sin una libertad interior equivalente. El autor sugiere que a pesar de estar libres de influencias autoritarias, las personas que habitan en sociedades en las que operan los modelos mencionados están dominadas por los consejos de expertos y la influencia de la publicidad. La manera de ser libre como un individuo es ser espontáneo en la autoexpresión y el comportamiento. Fromm dice que «sólo hay un significado para la vida: el acto de vivirla», pero a la vez advierte que para estar verdaderamente en contacto con la humanidad es necesario estar en contacto con aquellos con los que se comparte el mundo.